# 먀오족
먀오족(먀오어: Ghaob, Xongb, Hmub, Mongb, 중국어: 苗族, 병음: Miáo, 묘족)은 중국의 56개 공식 소수민족 중 하나이다. 먀오족은 중국어 명칭으로, 실제로는 몽족(베트남어: Hmông/Mèo, 태국어: ม้ง/แม้ว (Mong/Maew)), 아마오족(A-Hmao) 등으로 자칭하는 여러 집단으로 구성되어 있다.
중국 정부는 이들을 하나의 민족으로 묶고 있으나 그 구성원들 중에는 언어적으로나 문화적으로 연관이 없는 경우도 있다. 이러한 이유로 많은 먀오족 사람들이 서로와 모국어로 소통할 수 없고 일부는 스스로가 먀오족이라는 것에 동의하지 않는 경우도 있다. 그러나 대부분 먀오-야오 제어를 사용하고 있으며 문화적인 유사점을 가지며, 몽족을 포함한 거의 대부분의 먀오족 집단은 먀오족이라는 이름으로 함께 분류하는 것을 인정하고 있다.
먀오족은 주로 중국 남부의 구이저우성, 후난성, 쓰촨성, 윈난성, 광시 좡족 자치구, 하이난성, 광둥성, 후베이성 등의 산지에 거주하며, 일부 집단은, 특히 몽족의 경우, 동남아시아의 베트남, 라오스, 태국, 미얀마로 이주하였으며, 라오스에서는 1975년 공산주의 정부 수립 이후 미국 등 서방 세계로 많은 몽족 난민이 이주하기도 하였다.

## 역사
춘추전국시대에 이르러서는 초국이 형성되기도 했는데, 일부는 숙묘하고 일부는 서남방으로 이주(생묘)하여 지금의 먀오족의 선민이 되었다. 이 당시 남쪽으로 옮겨간 먀오족 집단은 귀주성이나 사천성 남부의 산악 지대를 중심으로 터전을 잡거나 산간계곡, 산간 저분지에 거주하였다.
수·당 시대에는 남북통일로 인해 중국 분열상태가 마치고 활발한 문화적 교류를 촉진함과 동시에 먀오족의 수도 늘어났으며, 귀주(구이저우성)를 중심으로 하여 운남(윈난성) 등지로 이주를 하였고 이때부터 이 지역이 먀오족 분포의 중심이 되었다.
그 이후로도 오랫동안 먀오족의 이주가 이뤄졌으며, 점차 호남, 호북, 귀주, 운남, 광서, 하북, 섬서성 등의 분포 구조를 형성함과 동시에 동남아 각국으로 유입되어 국제적 민족이 되었다.
유구한 역사를 지닌 먀오족은 문자가 존재는 했지만, 정확한 기원은 전설이나 신화에 나오는 이야기로 추정할 수 밖에 없다. 그러나 분명한 것은 먀오족과 한족이 오랜 역사 동안 투쟁의 역사 속에서 서로의 문화에 영향을 주었으며,  한족 문화의 형성에 먀오족이  큰 영향을 주었다는 사실이다.

## 분포
중국에 약 730만 명, 동남아시아의 베트남에 약 100만 명, 라오스에 약 46만 명, 태국에 약 16만 명이 거주하며, 그 밖에 미국에 26만명이 산다.
먀오족의 중국 영내의 주요 분포 지역은 구이저우성, 후난성, 쓰촨성, 윈난성, 광시 좡족 자치구이다. 중국 외무부 사이트에 따르면 중국의 4대 소수민족은 장족, 만주족, 회족, 묘족이다. 귀주성에 전체의 약 50%에 달하는 가장 많은 인구가 집중되어 있고, 인구는 중국에서만 900만 명이 넘어 비교적 많은 인구를 갖고 있는 소수민족이며, 그 분포도 귀주성을 비롯하여 광범위한 지역에 분포되어 있다.
이와 같이 많은 인구와 광대한 분포지역에 거주하는 먀오족은 복식도 그 종류와 양식에 있어 다양하며, 언어의 경우 한족과의 장기간 교류로 인하여 중국 내에서는 중국어와 한문을 겸용하고 있다.

## 리족
중국 소수민족인 리족은 묘족과 다른 부족으로 분류되지만, 리족의 주된 거주지인 하이난성에는 예부터 리족과 묘족이 함께 살았다.

## 언어
먀오어를 사용한다.

## 같이 보기
- 베트남의 민족
- 중국의 민족
- 몽족